# Župnija Marija Snežna
Župnija Marija Snežna je rimskokatoliška teritorialna župnija, dekanije Lenart v Slovenskih goricah, Ptujsko-Slovenjegoriškega naddekanata, ki je del nadškofije Maribor.

## Sakralni objekti
- Cerkev sv. Marije Snežne, Zgornja Velka (župnijska cerkev)